# Sandro Bellucci
Alessandro „Sandro” Bellucci (ur. 21 lutego 1955 w Lanuvio) – włoski lekkoatleta specjalizujący się w chodzie sportowym, dwukrotny uczestnik letnich igrzysk olimpijskich (Los Angeles 1984, Seul 1988), brązowy medalista olimpijski z Los Angeles w chodzie na 50 kilometrów.

## Sukcesy sportowe
| Rok  | Miasto      | Zawody                            | Konkurencja   | Wynik         |
| ---- | ----------- | --------------------------------- | ------------- | ------------- |
| 1981 | Walencja    | Puchar świata w chodzie sportowym | chód na 50 km | medal brązowy |
| 1983 | Helsinki    | Mistrzostwa świata                | chód na 50 km | 7. miejsce    |
| 1984 | Los Angeles | Igrzyska olimpijskie              | chód na 50 km | medal brązowy |
| 1986 | Stuttgart   | Mistrzostwa Europy                | chód na 50 km | 11. miejsce   |
| 1987 | Rzym        | Mistrzostwa świata                | chód na 50 km | 6. miejsce    |
| 1990 | Split       | Mistrzostwa Europy                | chód na 50 km | 8. miejsce    |

## Rekordy życiowe
- chód na 50 kilometrów – 3:48:08 – Molfetta 17/04/1988